# Klumpigt dödsbud
Klumpigt dödsbud (Blaps lethifera) är en skalbaggsart som beskrevs av Thomas Marsham 1802. Klumpigt dödsbud ingår i släktet Blaps, och familjen svartbaggar. Enligt den svenska rödlistan är arten starkt hotad i Sverige. Arten förekommer i Götaland och Öland. Artens livsmiljö är stadsmiljö, jordbrukslandskap.

## Bildgalleri

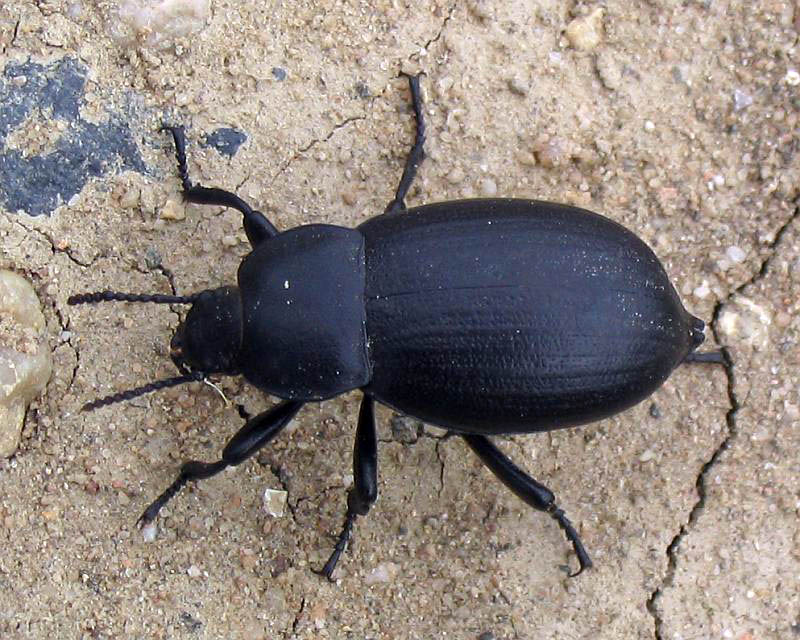
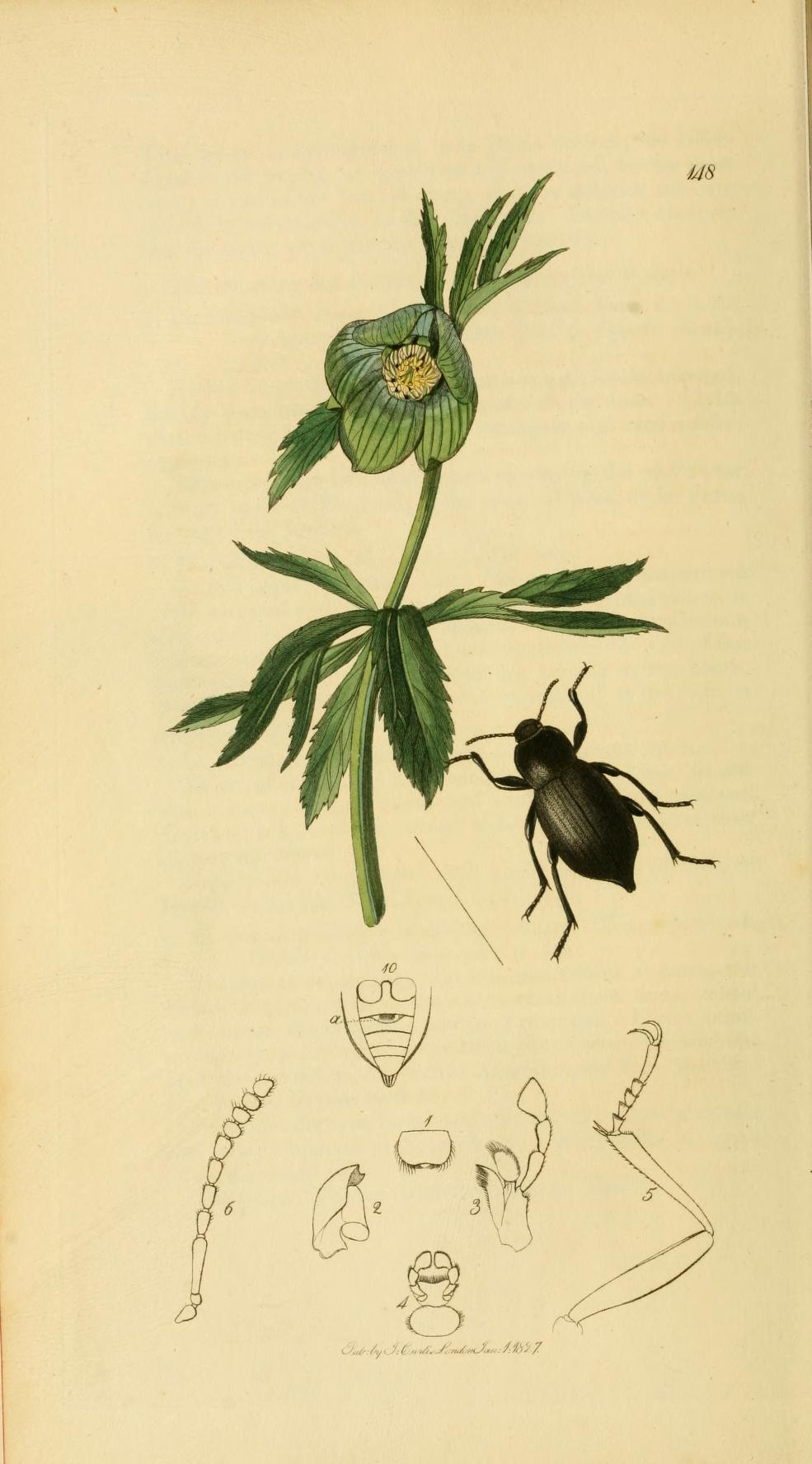
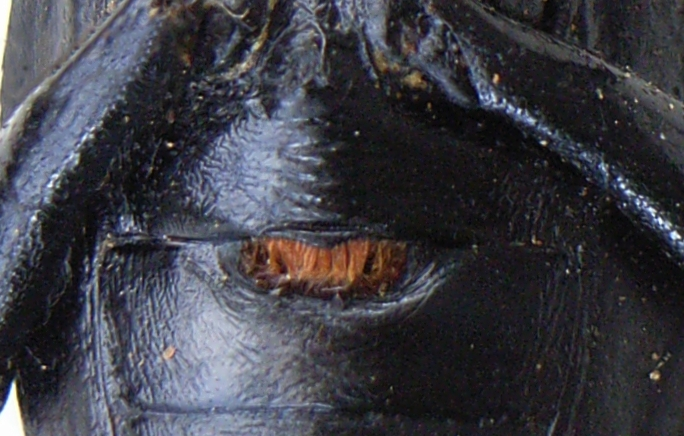